# Rasselbock

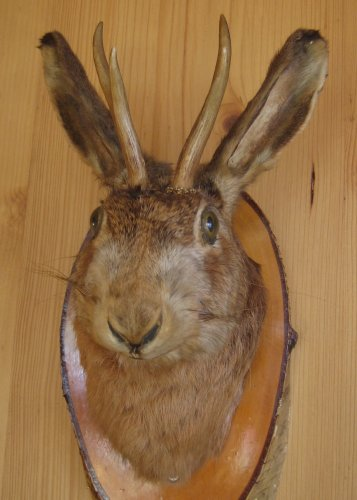
Rasselbock (Hirculus crepans austriae)

Der Rasselbock oder auch  Raspelbock ist ein Fabelwesen, dessen Abbild man häufig in Jägerklausen und ähnlichen Einrichtungen antrifft. Es handelt sich dabei um einen ausgestopften Hasenkopf, dem das Geweih eines Rehbocks aufgesetzt ist. Neben dem Rasselbock gibt es noch das weibliche Pendant: Die Rasselgeiß. Bei der Rasselgeiß sind die Geweihe etwas kleiner ausgebildet. Bemerkenswert sind bei manchen Exemplaren Eckzähne am Oberkiefer, die ein Feldhase ebenfalls nicht besitzt. Für den Rasselbock und die Rasselgeiß ist auch die Bezeichnung Hörnerhase gebräuchlich. Die Jungtiere heißen Waldrasslinge.

## Angebliche Verbreitung
Erzählungen über das angebliche Vorkommen des Rasselbock gibt es vor allem im mittleren Thüringer Wald und in der Mark Brandenburg, vereinzelt aber auch im Harz. Größere Vorkommensgebiete soll es im Schwarzatal, an der Schmücke und am Auerhahn, einem Waldhof nahe Stützerbach bei Ilmenau, geben. Gelegentliche Spuren im Schnee werden als angebliche Hinweise auf seine Existenz herangezogen.
Zum Verhalten des Fabeltieres gibt es die Angabe, dass es extrem scheu sei und ein zurückgezogenes Leben führe, aber aufgrund des verhältnismäßig mächtigen Geweihes doch sehr gefährlich sein soll.
Der Rasselbock ist auch zum Motiv für Notgeldscheine der Stadt Blankenhain in Thüringen geworden. Die Gemeinde Sitzendorf widmete den Fabeltieren 1994 eine Ausstellung im Dampfmaschinenmuseum.

## Verwandte Arten
Ähnlichkeiten besitzt das Fabelwesen mit dem in Bayern bekannten Fabelwesen Wolpertinger. Starke Ähnlichkeit besteht auch zum amerikanischen Jackalopen (Hase und Gabelbock). In österreichischem Jägerlatein wird dieses Fabelwesen als Raurackel bezeichnet.
Die hessischen Dilldappe und die westalpinen Dahus sind entfernter verwandte Fabelwesen.

## Redewendung
Rasselböcke fangen wird in der Mundart als der Versuch bezeichnet, die Autorität einer älteren Person oder eines erfahrenen Menschen zu untergraben. Die Fragestellung Willst Du etwa Rasselböcke mit mir fangen? ist rhetorisch zu verstehen.

## Historische Meldungen

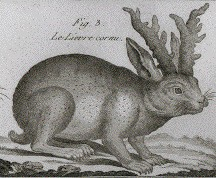
Gehörnter Hase im Tableau Encyclopédique et Méthodique, 1789.

Der gehörnte Hase (lepus cornutus) wird erstmals als in Sachsen lebendes Tier in Conrad Gessners Historia animalum von 1554 erwähnt. Um 1620 malte Jan Brueghel d. Ä. ein kleines Rasselböckchen auf einer gemeinsam mit Rubens gemalten Girlandenmadonna, die heute im Prado (Madrid) zu sehen ist. Auch in John Johnstons Historiae naturalis de quadrupetibus libri von 1655 taucht der gehörnte Hase auf. Die Illustrationen dieses Buchs wurden unter anderem im 1718 erschienenen Buch Theatrum universale omnium animalium, piscium, avium, quadrupedum, exanguium, aquaticorum, insectorum et angium wiederverwendet. 1789 beschreibt das Tableau encyclopédique et méthodique gehörnte Hasen.

## Hintergrund
Es ist möglich, dass das Shope Papillomvirus, welches in Hasen Keratinkarzinome hervorruft, die Hörnern ähneln, den Mythos des Rasselbock genährt hat.